# Екатерина Рябова
Екатерина Дмитриевна Рябова (на руски: Екатерина Дмитриевна Рябова, по-известна като Катя Рябова, е певица от гр. Шчолково (Щёлково), Московска област, Русия.

## Биография
Катя Рябова представлява Русия в Детската Евровизия през 2009 г. с песента Маленький принц (Малкият принц), където се класира на 2-ро място, както и в Детската Евровизия през 2011 г. с песента „Как Ромео и Джульетта“ („Като Ромео и Жулиета“), където се класира на 4-то място.

## Песни
- Ангел;
- Если бы я была кошкой;
- Маленький принц;
- Зеркала;
- Катюша;
- Как Ромео и Джульетта;
- Просьба;
- Малинки;
- Если в сердце живет любовь;
- Chemistry (дует с шведския певец Ерик Рап).
- Stop
- Новогодняя
- Diamonds
- Вернись ко мне
- Hurricane